# 納米貝省
納米貝省位於安哥拉，與本吉拉省、庫內納省、威拉省等省份及納米比亞相鄰。